# 御塩殿神社
御塩殿神社（みしおどのじんじゃ）は三重県伊勢市二見町荘にある内宮（皇大神宮）所管社で、神事に欠かせない堅塩を作る施設を備えている。御塩殿の読みは神宮では「みしおどの」であるが、二見町では「みしおでん」と呼ぶ。

## 概要

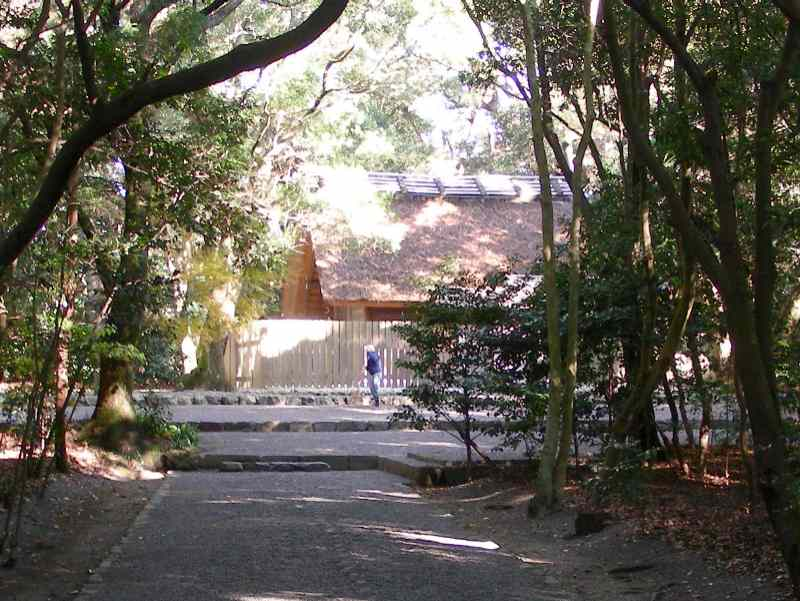
御塩殿神社境内

御塩殿神社は、伊勢神宮の神饌として神事に使う堅塩を作る設備を備えた神社である。所在地は三重県伊勢市二見町大字荘、面積は27,785m2である。「荘」の地名は平安時代に神宮により開拓された二見庄に由来する。古くは社殿を持たず、堅塩を焼き固める作業を行う施設である御塩殿の中に祀られていた。
御塩殿神社の境外の二見町西に塩田の御塩浜、境内に御塩汲入所・御塩焼所・御塩御倉・御塩殿があり、境内の施設では荘の住民の奉仕により製塩が行なわれる。
御塩殿神社は内宮所管社であるが、外宮で用いられる堅塩も御塩殿神社から供給される。内宮へ神饌を納める立場とされる外宮が供給される立場になった理由として、堅田神社との混同があったとする説がある。
かつては現在の伊勢市二見町から伊勢市大湊町にかけての伊勢湾沿岸で製塩が盛んであったが、瀬戸内海を中心に入浜式塩田が広まってからは衰退し、この一帯の塩田は御塩浜のみとなった。
神宮の神事に用いる神饌などを調進する施設を御料地と呼ぶ。神社とされる御料地は御塩殿神社の他に絹布を調進する神服織機殿神社（かんはとりはたどのじんじゃ）と麻布を調進する神麻続機殿神社（かんおみはたどのじんじゃ）の両機殿が、いずれも松阪市にある。

### 御塩浜

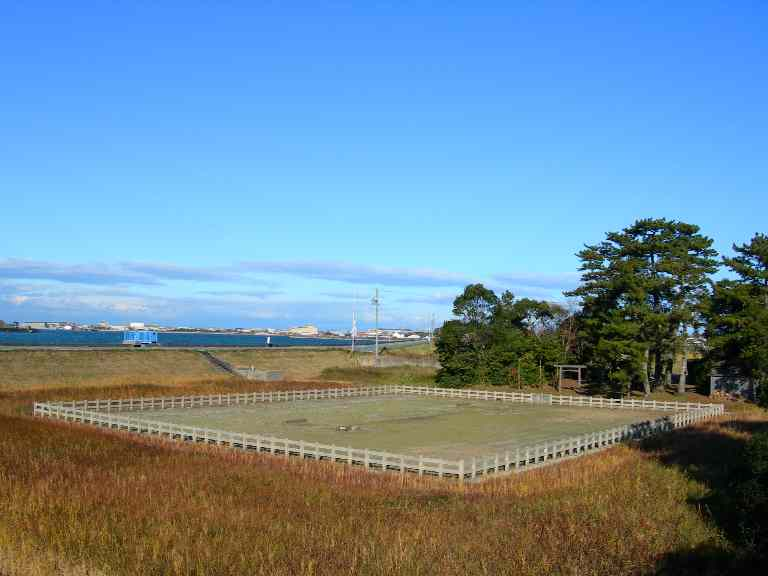
御塩浜

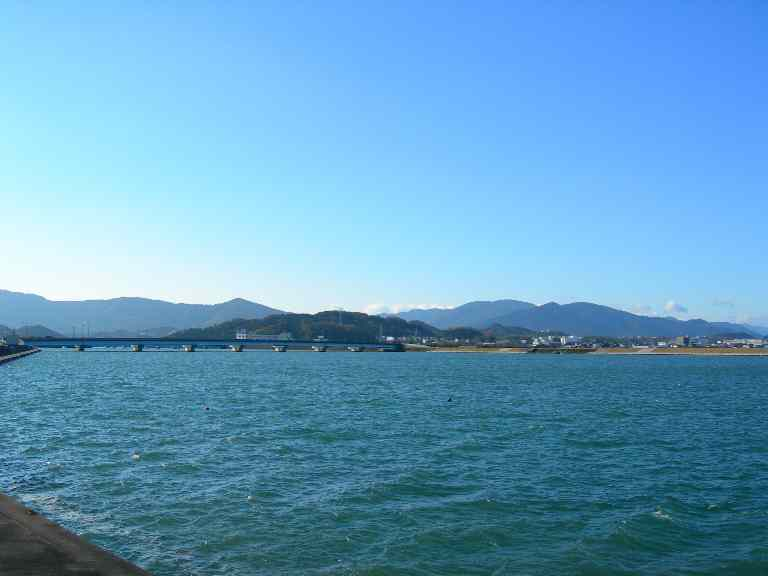
御塩浜前の五十鈴川

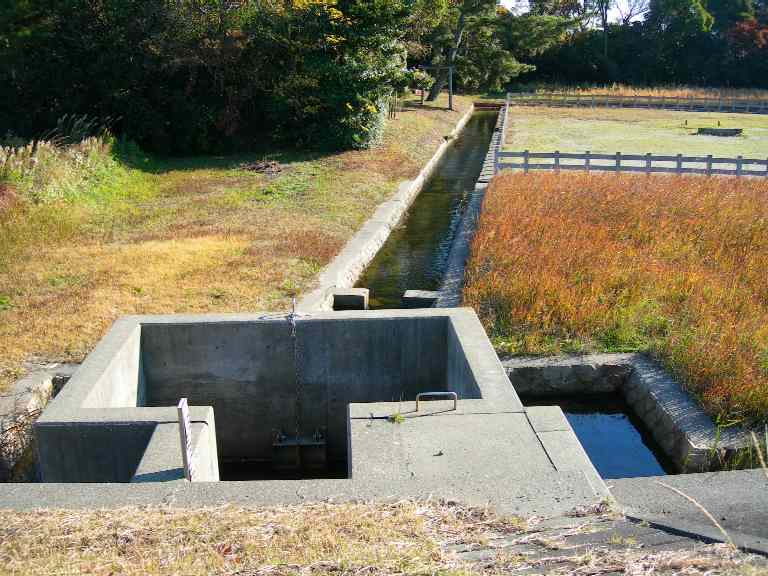
水門

御塩浜（みしおはま）は、御塩殿神社に付属する塩田で、面積は6,609m2である。神社ではないが黒木の鳥居が設けられている。
御塩殿成立当初は日本には塩田による製塩の技術がなかったため、塩を得るために単純に海水を煮詰めていた。塩田の技術が確立してから御塩殿近く（現在の二見町西）の砂浜に揚浜式塩田として作られたのが御塩浜であるが、御塩浜が作られた年代は記録に残されておらず不明である。塩田技術の発達に伴い、入浜式塩田に改良された。
海蝕と地盤沈下によって海岸線が後退したため、1751年（寛延4年）に杭を打つなどの護岸工事を行なったが、御塩浜の維持が困難となったため、五十鈴川河口近くの右岸に入浜式塩田として移動された。明治維新後に新政府の上知令により御塩浜は没収されたが、神宮は1877年（明治10年）に御塩浜の土地を購入、1897年（明治30年）から製塩が再開された。
古来使用されていた海水を汽水へ変更した年代と理由は記録に残されておらず不明であるが、昭和63年（1988年）発行の『二見町史』では、時期を1640年（寛永17年）ころ、理由を西地区の海岸の砂浜では海蝕を受けやすいことから海岸を避け、同じ西地区内の川岸が選ばれたと考察している。
毎年7月下旬の土用のころの満潮時に五十鈴川の堤防に設けられた水門を開き、御塩浜を塩分濃度2%程度の五十鈴川の汽水で満たし、炎暑の天日で水を蒸発させ、塩分濃度20%前後の鹹水（かんすい）を得る。この作業は1週間行なわれ、鹹水は樽に詰められ、御塩汲入所へ搬入される。
御塩浜での作業は、かつては二見町西の住民が奉仕していたが、御塩浜が五十鈴川へ移動したのちに、対岸の伊勢市一色町（いっしきちょう）の住民が奉仕するようになった。

### 御塩汲入所

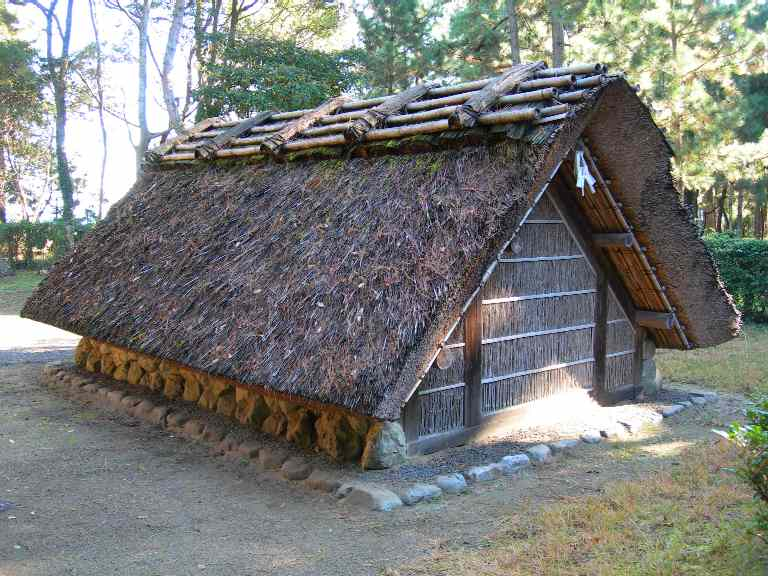
御塩汲入所

御塩汲入所（みしおくみいれしょ）は御塩浜から運ばれた鹹水を壷で保管する倉庫で、御塩殿神社境内の北部海岸よりの東側にある。
御塩汲入所の建築様式は天地根元造（てんちこんげんづくり）と呼ばれる。江戸時代には住居の原始的様式と考えられたが、考古学の発達とともに遺跡の様式に合わないことが判明し、後世に考案された様式とするのが定説となった。

### 御塩焼所

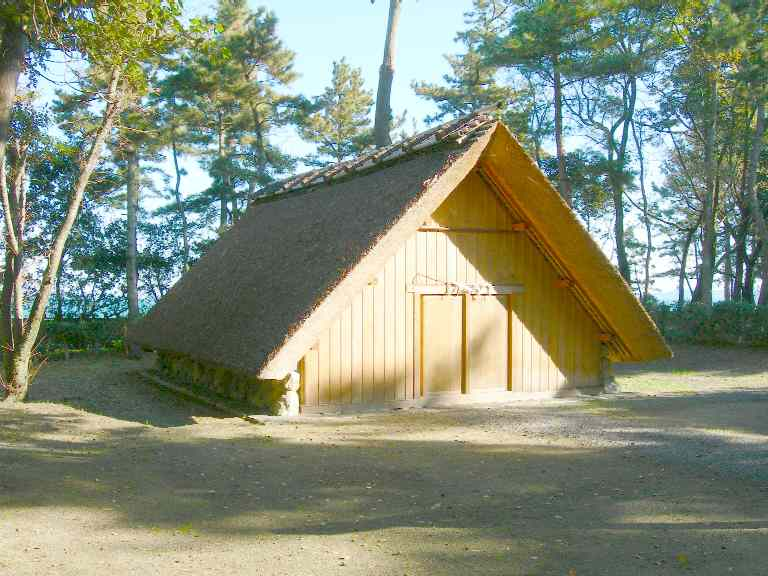
御塩焼所

御塩焼所（みしおやきしょ）は鹹水を鉄鍋で煮込み、粗塩を得る施設で、汲入所の西隣にある。建築様式は御塩汲入所と同様の天地根元造であり、御塩汲入所より大きい。忌火による鹹水を煮詰める作業は8月に行なわれる。

### 御塩御倉

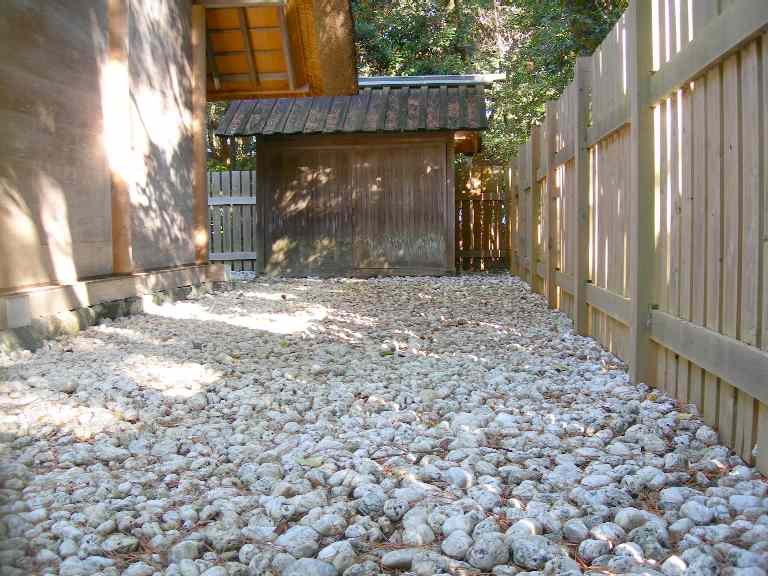
御塩御倉

御塩御倉（みしおのみくら）は焼所で得られた粗塩を保管する倉庫で、御塩殿の板垣内の向かって右奥にある。8月に作られた粗塩はここに保管される。

### 御塩殿

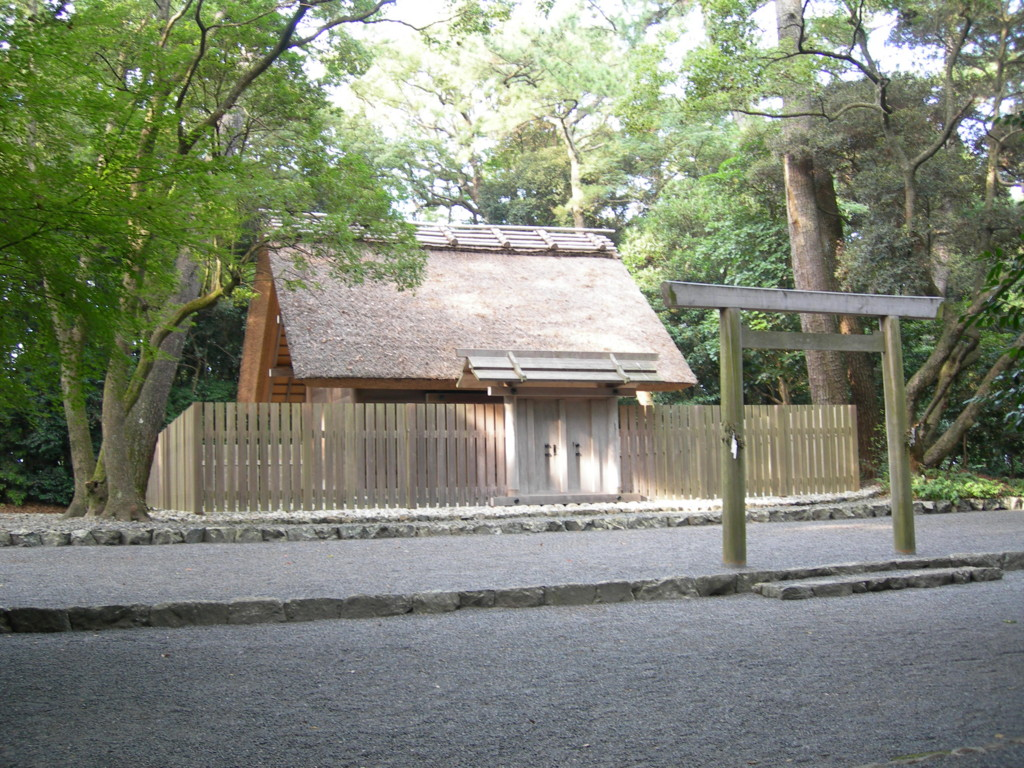
御塩殿

御塩殿（みしおどの、みしおでん）は粗塩を焼き固め堅塩を得る施設である。屋根は茅葺で鳥居と板垣が与えられているが、社殿ではない。
8月に作られた粗塩を毎年10月と3月の2回にわけ、年間約300-400個を御塩殿内部で焼き固める。三角錐の土器の型に粗塩を入れ、舞錐で起こした火である忌火を使って御塩殿内で焼き固め、堅塩とする。これらの行程を経て得られた堅塩を御塩（みしお）と呼ぶ。

### 御塩道
御塩を御塩殿神社から神宮まで運搬する経路は定められており、これを御塩道（みしおみち）と呼ぶ。現在の地名では御塩殿神社-二見町山田原-二見町溝口-通町-黒瀬町-神久-河崎-吹上-本町-外宮で、清浄を保つために黒瀬町の橘神社での休憩時以外は御塩を入れた櫃（ひつ）を降ろすことは許されなかった。かつては人力による輸送であったが、交通事情の変化に合わせ、昭和30年代から自動車輸送に切り替えられている。

## 祭神
御塩殿神社の祭神は御塩殿鎮守神（みしおどののまもりがみ）とされるが、塩土翁（しおづちのおじ）であったとする説がある。

## 歴史
由緒は定かではないが、804年（延暦23年）の『延暦儀式帳』に御塩殿と御塩焼殿が記されている。平安時代の10-11世紀に御塩殿近辺に二見庄が開拓され、外宮の領地（神領、外宮領）とされた。
室町時代の1486年（文明18年）から江戸時代初期に二見は武家に支配され、御塩殿の運営が困難になった。江戸時代初期に二見を支配していた鳥羽藩主の九鬼家が跡目騒動により改易処分となり、1632年（寛永10年）に二見郷は神領への復帰が認められた。
明治維新後の1871年（明治4年）1月、新政府は上知令を出し、全国の寺社から境内を除く全ての領地を没収し、神領の制度は廃止された。これにより御塩浜が没収され粗塩が作れなくなり、神宮は他所から購入した粗塩を御塩殿で焼き固め、神事に使用した。
神宮は1877年（明治10年）に御塩浜の土地を購入し、1897年（明治30年）に御塩浜と御塩殿神社での御塩調進が再開され、旧神領の住民が作業を奉仕する伝統が受け継がれた。

## 祭事
毎年10月5日に御塩殿祭が行なわれる。御塩殿祭では、より良い堅塩がより多く得られるように祈るとともに、製塩に携わる作業者の安全を祈る。

## 社殿

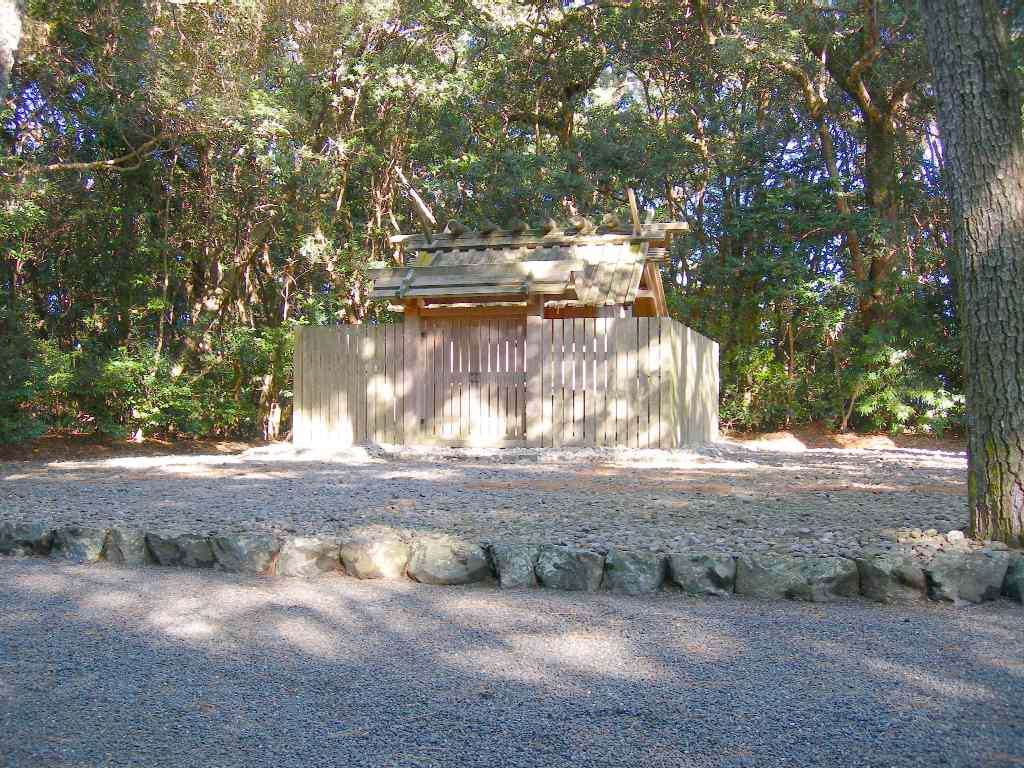
社殿

御塩殿神社の社殿は境内中央西より、参道から向かって左に位置し、独立した鳥居は持たない。内宮に準じ内削ぎの千木と6本で偶数の鰹木を持つ神明造である。神社として社殿が与えられるようになった時期は不明である。

## 交通
- 最寄駅：JR東海参宮線二見浦駅から約1.2km。
- 最寄バス停：三重交通二見浦表参道バス停下車約900m。
- 最寄インターチェンジ：伊勢二見鳥羽有料道路二見料金所から約2.3km。
- 駐車場：二見グラウンド東隣の二見浦海水浴場の駐車場より徒歩約400m、二見生涯学習センター裏の駐車場より徒歩約800m。

## 参考資料
- 『二見町史』（昭和63年3月31日発行、編集：二見町史編纂委員会、発行：二見町役場）
- 『伊勢神宮の祖型と展開』 （平成3年11月30日発行、桜井勝之進著、国書刊行会発行、ISBN 4-336-03296-3）
- 『お伊勢まいり』（平成18年7月1日発行改訂7版、伊勢神宮崇敬会）